# Боинг F6B
Боинг F6B (енгл. Boeing F6B) је амерички морнарички ловац који је производила фирма Боинг (енгл. Boeing). Први лет авиона је извршен 1933. године. 

Највећа брзина авиона при хоризонталном лету је износила 322 km/h.
Распон крила авиона је био 8,69 метара, а дужина трупа 6,74 метара. Празан авион је имао масу од 1038 килограма. Нормална полетна маса износила је око 1680 килограма.

## Наоружање
| Наоружање авиона: Боинг        |           |
| Ватрено (стрељачко) наоружање  |           |
| Топ                            |           |
| Митраљез                       |           |
| Број и ознака митраљеза        | 2         |
| Калибар                        | 7,62      |
| Бомбардерско наоружање (бомбе) |           |
| Класичне авио бомбе            | до 227 кг |
| Ракетно наоружање (ракете)     |           |